# 皮茨菲爾德鎮區 (伊利諾伊州派克縣)
皮茨菲爾德鎮區（英語：Pittsfield Township）是位於美國伊利諾伊州派克縣的一個行政鎮區。

## 地方資料
根據2010年美國人口普查的數據，皮茨菲爾德鎮區的面積為98.10平方千米，當中陸地面積為97.90平方千米，而水域面積為0.20平方千米。當地共有人口4365人，而人口密度為每平方千米44.5人。